# Louis Andrieux
Pour les articles homonymes, voir Andrieux.
Louis Andrieux, né le 23 juillet 1840 à Trévoux et mort le 26 août 1931 à Paris 16e, est un homme politique français.

## Biographie

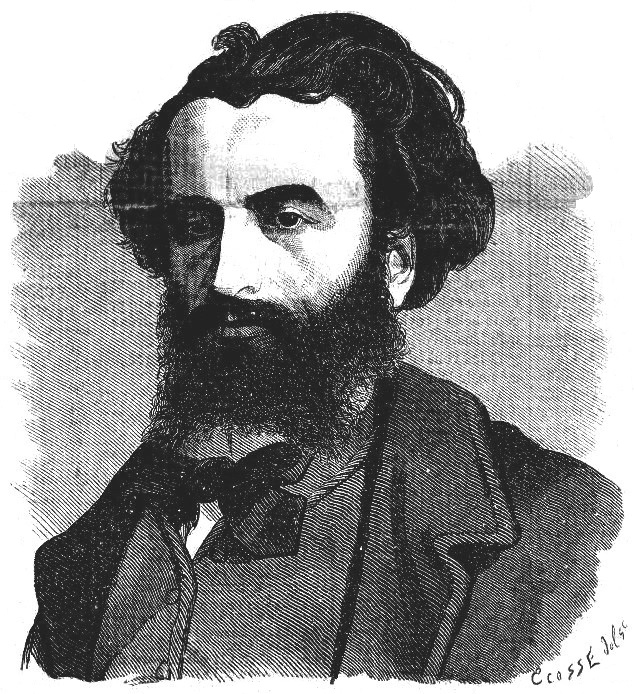
Louis Andrieux en 1870.

Louis Andrieux, né à Trévoux dans l'Ain, est le fils de Louis Antoine Andrieux (1812-1892) et de Catherine Perrot. Son père est avoué. Il a une sœur, Marie (1842-1916), mariée à François, Paul Morel, soyeux lyonnais.
Ancien élève du lycée de Lyon, licencié ès lettres, il monte à Paris. Après y avoir fait son droit, il adhère aux idées républicaines et il fonde l'éphémère hebdomadaire, Le Travail, en 1861 avec Georges Clemenceau et d'autres jeunes du Quartier latin. Inscrit au barreau de Lyon, il devient franc-maçon.
Lorsqu'éclatent les émeutes à l'annonce de la défaite de Sedan, il est incarcéré à la prison Saint-Joseph de Lyon en 1870. Il est libéré par les émeutiers et devient rapidement procureur.
Désormais du côté du pouvoir, il participe comme procureur de la République à la répression de l'insurrection d'avril 1871 qui secoue Lyon à la suite de la Commune de Paris.
Ce coup d'éclat et son rapport parlementaire sur l'amnistie (partielle) des Communards lui valent d'être nommé Préfet de Police de Paris en 1879, après la victoire électorale des républicains de 1877. En fonction du 4 mars 1879 au 16 juillet 1881, il fait preuve d'une rigueur sans faille. Par exemple dans l'affaire Hartmann : Hartmann est un nihiliste russe instruit, et particulièrement habile à faire sauter les chemins de fer. Soupçonné d'avoir pris part à un attentat contre la vie du tsar, le ler décembre 1879, il se réfugie à Paris. L'ambassade russe fait pression et Andrieux le fait arrêter. L'ambassadeur, le prince Orloff, demande aussitôt qu'il lui soit livré. Une polémique s'ouvre alors : faut-il considérer Hartmann comme un réfugié politique, et devant être à ce titre protégé, ou comme un criminel ordinaire, susceptible d'extradition ? 
Les journaux radicaux combattent violemment cette deuxième option. Après de nombreux pourparlers entre Charles de Freycinet et le prince Orloff, le gouvernement français déclare que l’identité de l'accusé ne parait pas suffisamment démontrée, ainsi que sa participation à l'attentat : il relâche Hartmann, qui est dirigé vers Dieppe et laissé libre de passer en Angleterre. Le prince Orloff reçoit alors de Saint-Petersbourg l'ordre de quitter Paris et remet le 20 mars 1880 la direction de l'ambassade à un chargé d'affaires. L'incident diplomatique sera clos deux mois plus tard.
Louis Andrieux développe une activité considérable dans la presse. Il fonde en octobre 1876 Le Petit Parisien, dont il assure la rédaction en chef. Le tirage de celui-ci explose, grâce notamment aux feuilletons qu'il publie « en rez-de-chaussée ». Les 10 000 exemplaires de 1877 deviennent 1 450 000 en 1914 : c'est le plus grand quotidien de la IIIe République. Il collabore ensuite à La Justice, journal politique créé en janvier 1880 par Georges Clemenceau au 10, rue du Faubourg-Montmartre à Paris, et dont Camille Pelletan est le rédacteur en chef. Il est encore directeur du Jour, en 1883, puis de La Ligue en 1884-1885.

Louis Andrieux est entre-temps ambassadeur de France en Espagne en mission temporaire d'octobre 1881 à avril 1882.

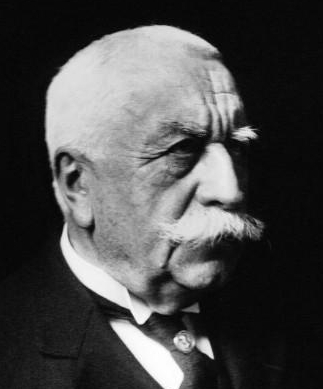
Louis Andrieux en 1913.

Élu député du Rhône en 1876, Louis Andrieux est un des signataires du manifeste des 363 lors de la crise du 16 mai 1877. Il est réélu en octobre 1877 et 1881 dans le Rhône, puis dans les Basses-Alpes, en 1885. Battu en 1889, se présentant comme révisionniste mais non-boulangiste, il se présente dans plusieurs départements, sans pouvoir se faire élire. Son élection comme sénateur des Basses-Alpes, en 1903, est ensuite invalidée. Ce n'est qu'en 1910 qu'il redevient député de Forcalquier, et le restera jusqu'en 1924.
Pendant son séjour en Empire chérifien à l'époque du Protectorat français du Maroc, Louis a fondé en 1913 un club sportif omnisports dont il a donné comme nom Union Sportive Marocaine et comme logo le coq français avec les couleurs du drapeau français. Étant républicain opportuniste qui se rapproche un temps du boulangisme et de l'antidreyfusisme puis finit sa carrière au sein des groupes parlementaires de l'Alliance démocratique (centre-droit), est un tenant de l'ordre. Mais comme d'autres conservateurs, il défend le droit de vote des femmes dans la « chambre bleu horizon » de 1920.
En 1927, à l'âge de 87 ans, il soutient à la Sorbonne deux thèses, l'une consacrée à Alphonse Rabbe, l'autre à Pierre Gassendi.
Louis Andrieux épouse Hélène Koechlin en avril 1878, civilement et religieusement au temple protestant, confession de son épouse ; il est le père adultérin de l'écrivain et poète Louis Aragon (1897-1982), né de sa liaison avec Marguerite Toucas-Massillon, et qu'il ne reconnaîtra pas. Ses trois enfants légitimes sont Alfred (1879-1945), Georges-Louis (1883-1945) et André (1886-1973). Selon le témoignage de l'un de ses petits-fils, Marguerite Toucas-Massillon le soigna régulièrement chez lui, rue Scheffer, à la suite d'une chute peu avant son décès.

## Hommage et distinction
- Chevalier de la Légion d'honneur (2 aout 1840)[12]

En son hommage, une rue porte son nom à Forcalquier.

## Écrits

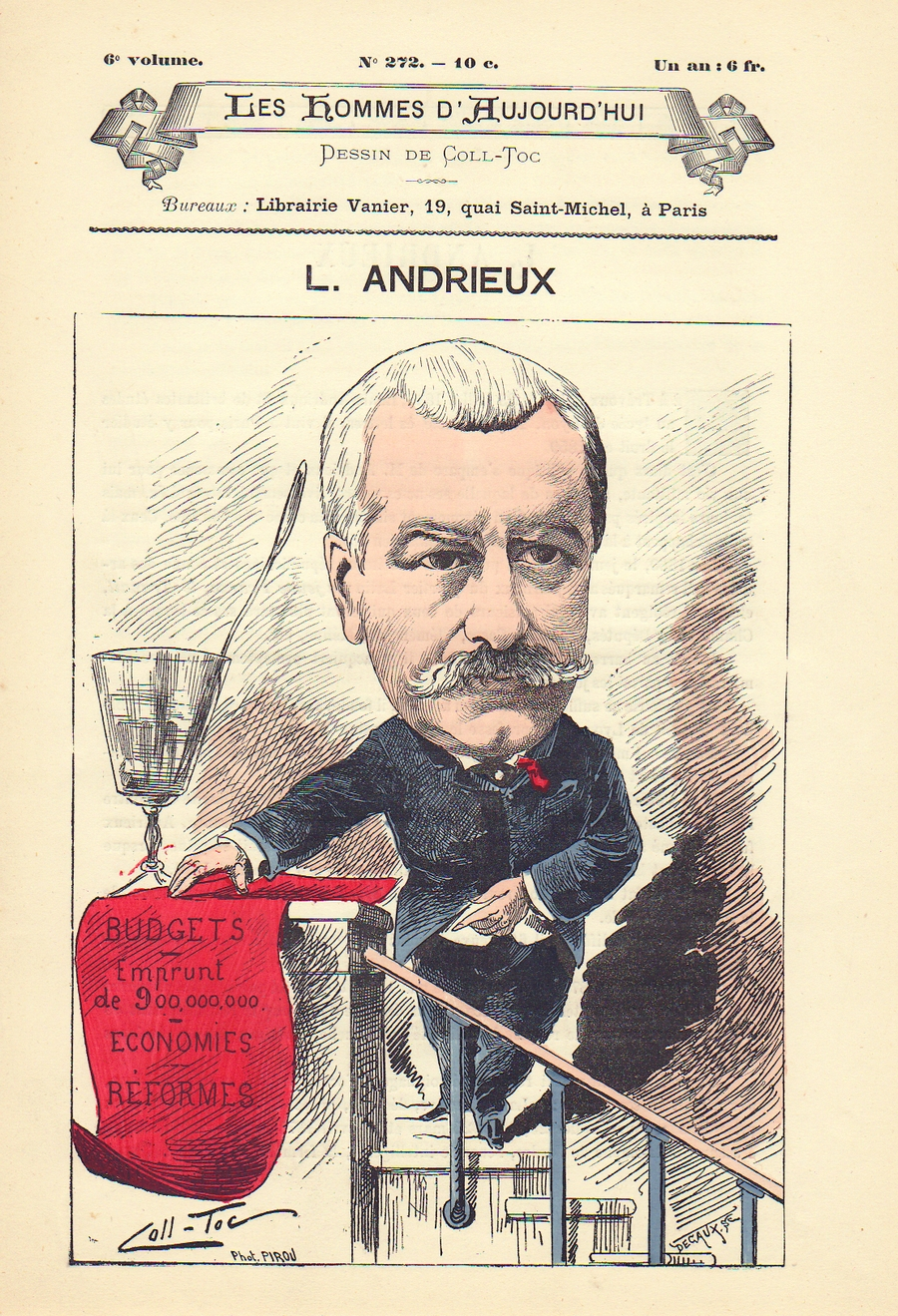
Caricature de Louis Andrieux par Coll-Toc (1886), Les Hommes d'aujourd'hui n°272.

- Souvenirs d'un préfet de police, J. Rouff, 1885, 2 vol. (rééd. Paris, Mémoire du livre, 2002, 453 p.) Disponible en ligne sur le site de la BNF.
- La Commune à Lyon en 1870 et 1871, Paris, Perrin et Cie, 1906 Disponible en ligne sur Openlibrary.org.
- La Première Communion, histoire et discipline : textes et documents des origines au XXe siècle, G. Beauchesne, 1911
- À travers la République : mémoires, Payot, 1926  Disponible en ligne sur le site de la BNF.
- Alphonse Rabbe, Impr. Lahure, 1927 (thèse)
- Pierre Gassendi : prévôt de l'Église de Digne, Imprimerie Lahure, 1927 (thèse)